# 梁仁模
梁仁模（韩语： Yang In Mo，1995年7月26日—），韩国小提琴家，以其精湛的技巧和富有感染力的演奏風格聞名。他曾獲得多項國際大賽首獎，包括2022年第12屆芬蘭西貝流士小提琴大賽冠军（Jean Sibelius Violin Competition）及2015年第54屆意大利帕格尼尼國際小提琴比賽冠軍（Paganini Competition），是韓國首位在此兩項國際頂尖小提琴大賽奪冠的小提琴家。
梁仁模曾與多個世界知名樂團及指揮合作，並以對帕格尼尼和西貝流士作品的詮釋廣受讚譽。

## 早年生活與教育
梁仁模出生於印尼雅加達，父母為韓國人。他在年幼時移居韓國，並進入韓國藝術英才學院（Korean National Institute for the Gifted in Arts）學習。此後，他赴美就讀新英格蘭音樂學院（New England Conservatory），並成為該校唯一一位獲選進入藝術文憑（Artist Diploma）課程的小提琴家。隨後，他移居德國柏林，先後於就讀於柏林漢斯·艾斯勒音樂學院（Hochschule für Musik “Hanns Eisler”），攻讀碩士學位，並進一步深造於Kornberg Academy。

## 職業生涯
- 比賽獲獎紀錄： 曾獲2015年帕格尼尼國際小提琴比賽首獎，2022年尚·西貝流士小提琴大賽首獎，其他重要獎項包括約瑟夫·約阿希姆國際小提琴大賽（Joseph Joachim Violin Competition) 、柴可夫斯基國際音樂比賽、克羅斯特·朔恩塔爾大賽，以及梅紐因國際小提琴大賽(Menuhin International Violin Competitions)等。
- 合作樂團： 曾與紐約愛樂（New York Philharmonic）、洛杉磯愛樂（Los Angeles Philharmonic）、法國國家管弦樂團（Orchestre National de France）、BBC交響樂團、赫爾辛基愛樂（Helsinki Philharmonic Orchestra）、芝加哥交響樂團（Chicago Symphony Orchestra)，首爾愛樂（Seoul Philharmonic) ，英國皇家愛樂（Royal Philharmonic Orchestra），波蘭國家廣播交響樂團（Polish National Radio Symphony Orchestra），瑞典皇家斯德哥爾摩愛樂樂團（Royal Stockholm Philharmonic Orchestra），琉森交響樂團（Lucerne Symphony Orchestra），蘇黎世歌劇院樂團（Zurich Philharmonic Orchestra），香港愛樂（Hong Kong Philharmonic Orchestra）等合作演出。
- 合作指揮家：  與法比奧·路易西（Fabio Luisi），涅梅·耶爾維（Neeme Järvi），鄭明勳（Myung-whun Chung），馬林·阿爾索普（Marin Alsop），詹姆斯·加菲根（James Gaffigan ），薩卡里·奧拉莫（Sakari Oramo），漢努·林圖（Hannu Lintu）等世界知名指揮家合作。
- 錄音作品：  與德意志留聲機（Deutsche Grammophon）合作發行兩張專輯，包括帕格尼尼《24首隨想曲》現場錄音以及《The Genetics of Strings》。